# 360 (песня)
«360» — песня английской певицы и автора песен Charli XCX, выпущенная 10 мая 2024 года в качестве второго сингла из её шестого студийного альбома Brat (2024). Она заняла 12-е место в UK Singles Chart и 55-е место в Billboard Hot 100 в США.

## Музыкальное видео
Сопровождающее музыкальное видео на «360» было выпущено в тот же день, что и трек. Его режиссером выступил Эйдан Замири. В клипе рассказывается о поисках «новой, популярной в интернете it girl». Том Уэйт из Dazed сравнил клип с «параллельной вселенной сериала Euphoria или с „it girl“ 2020-х годов в телесериале Girls». В нем снялись Хлоя Севиньи, Джулия Фокс, Рэйчел Сеннотт, Эмма Чемберлен, Gabbriette, Алекс Консани, A. G. Cook, Хлоя Черри, Исамайя Ффренч, Салем Митчелл, Хари Неф, Ричи Шазам и другие. Мэттью Веласко из W описал актерский состав как «Гору Рашмор из правящих [sic] крутых девушек интернета».

## Ремикс
17 февраля 2023 года продюсер Патрик Бергер опубликовал в Instagram фотографию со студийной сессии с участием Charli XCX и шведской певицы Робин. Когда её спросили об этом на шоу Watch What Happens Live с Энди Коэном, Charli XCX назвала их совместную работу «потрясающей» и намекнула, что их сотрудничество может выйти до альбома Brat.
31 мая 2024 года Charli XCX выпустила ремикс-версию трека с участием Робин и шведского музыканта Yung Lean.

## Чарты
| Чарт (2024)                                | Высшая позиция |
| ------------------------------------------ | -------------- |
| Австралия (ARIA)                           | 24             |
| Австралия (Dance, ARIA)                    | 1              |
| Канада (Billboard Canadian Hot 100)        | 42             |
| Канада (Billboard CHR/Top 40)              | 19             |
| Мир (Billboard Global 200)                 | 35             |
| Мир (Billboard Global 200)                 | 59             |
| Греция (IFPI)                              | 74             |
| Ирландия (IRMA)                            | 11             |
| Литва (AGATA)                              | 86             |
| Новая Зеландия (Recorded Music NZ)         | 33             |
| Португалия (AFP)                           | 100            |
| Республика Корея BGM (Circle)              | 170            |
| Швеция (Heatseeker, Sverigetopplistan)     | 3              |
| Великобритания (UK Singles Chart)          | 11             |
| США (Billboard Hot 100)                    | 41             |
| США (Billboard Adult Top 40)               | 39             |
| США (Billboard Hot Dance/Electronic Songs) | 2              |
| США (Billboard Mainstream Top 40)          | 16             |

| Чарт (2024)           | Высшая позиция |
| --------------------- | -------------- |
| Новая Зеландия (RMNZ) | 22             |

## Сертификации
| Регион                                                                      | Сертификация | Продажи |
| --------------------------------------------------------------------------- | ------------ | ------- |
| Австралия (ARIA)                                                            | Платиновый   | 70 000  |
| Канада (Music Canada)                                                       | Платиновый   | 80 000  |
| Великобритания (BPI)                                                        | Серебряный   | 200 000 |
| Данные о продажах + прослушиваниях приведены только на основе сертификации. |              |         |